# Advokátní přímus
Advokátní přímus označuje povinnost být zastoupen advokátem v určitém řízení před soudem a účastník takového řízení se pak proto nejen nemůže hájit sám, ale nemůže se nechat zastupovat i tzv. obecným zmocněncem. Ve stanovených případech jsou však z tohoto pravidla umožněny výjimky, zejména tehdy, pokud sám účastník řízení má vysokoškolské právnické vzdělání. 
Povinnost být zastoupen advokátem v českém právu nastává:
- v případech tzv. nutné obhajoby v trestním řízení[1]
- v řízení o dovolání (v civilním procesu s výjimkou vlastního právního vzdělání)[2]
- v řízení o kasační stížnosti (s výjimkou vlastního právního vzdělání)[3]
- v řízení před Ústavním soudem[4] (výjimkou je situace, kdy ústavní stížnost podává sám advokát[5])

Zvolený nebo ustanovený advokát nosí v případech, kdy je zastoupení jeho prostřednictvím povinné, vždy talár.